# Василис Лакис
Василис Лакис (грч. Βασίλης Λάκης; Солун, 10. септембар 1976) бивши је грчки фудбалер.

## Каријера
Играо је на позицији везног играча. Био је члан репрезентације Грчке која је освојила Европско првенство 2004. године. Има укупно 35 наступа за грчку репрезентацију. Ото Рехагел га је позвао да учествује у квалификацијама за ЕУРО 2004. и касније на турниру где је Грчка постала европски шампион. Лакис је играо у групи против Португала и у четвртфиналу против Француске. Такође је играо на Купу конфедерација 2005. године у Немачкој, након чега се опростио од репрезентације.

## Голови за репрезентацију
| #  | Датум              | Место                   | Противник       | Резултат | Такмичење   |
| -- | ------------------ | ----------------------- | --------------- | -------- | ----------- |
| 1. | 23. фебруар 2000.  | Каламата, Грчка         | Аустрија        | 4-1      | Пријатељска |
| 2. | 26. април 2000.    | Даблин, Република Ирска | Република Ирска | 0-1      | Пријатељска |
| 3. | 15. новембар 2003. | Авеиро, Португал        | Португалија     | 1-1      | Пријатељска |

## Трофеји
АЕК Атина
- Куп Грчке: 2000, 2002.

Грчка
- Европско првенство: 2004.